# Vordingborg Sogn
Vordingborg Sogn er et sogn i Stege-Vordingborg Provsti (Roskilde Stift).
Vordingborg Sogn lå i Vordingborg Købstad, som kun geografisk hørte til Bårse Herred i Præstø Amt. Ved kommunalreformen i 1970 blev Vordingborg Købstad kernen i Vordingborg Kommune.
I Vordingborg Sogn ligger Vordingborg Kirke.
I sognet findes følgende følgende autoriserede stednavne:
- Bakkebølle (bebyggelse, ejerlav)
- Bakkebølle Strand (bebyggelse)
- Florke (bebyggelse)
- Græsbjerg (bebyggelse, ejerlav)
- Iselingen (ejerlav, landbrugsejendom)
- Knudsby (bebyggelse, ejerlav)
- Knudshoved (areal, ejerlav)
- Knudsskov (bebyggelse)
- Marienlyst (ejerlav, landbrugsejendom)
- Masnedsund (bebyggelse, vandareal)
- Masnedø (areal, bebyggelse, ejerlav)
- Masnedø Kalv (areal, ejerlav)
- Mørkeskov (bebyggelse)
- Nyråd (bebyggelse, ejerlav)
- Nyråd Skovstræde (bebyggelse)
- Nyråd-Stensved (bebyggelse)
- Ore (bebyggelse, ejerlav)
- Trehøje (landbrugsejendom)
- Vintersbølle (bebyggelse, ejerlav)
- Vordingborg (bebyggelse)